# 挖金湾街道
挖金湾街道，是中华人民共和国山西省大同市云冈区下辖的一个乡镇级行政单位。2021年3月，撤销挖金湾街道，原挖金湾街道的行政区域为鸦儿崖乡的行政区域。

## 行政区划
挖金湾街道下辖以下地区：
永乐街社区和红旗沟社区。